# 天塩国

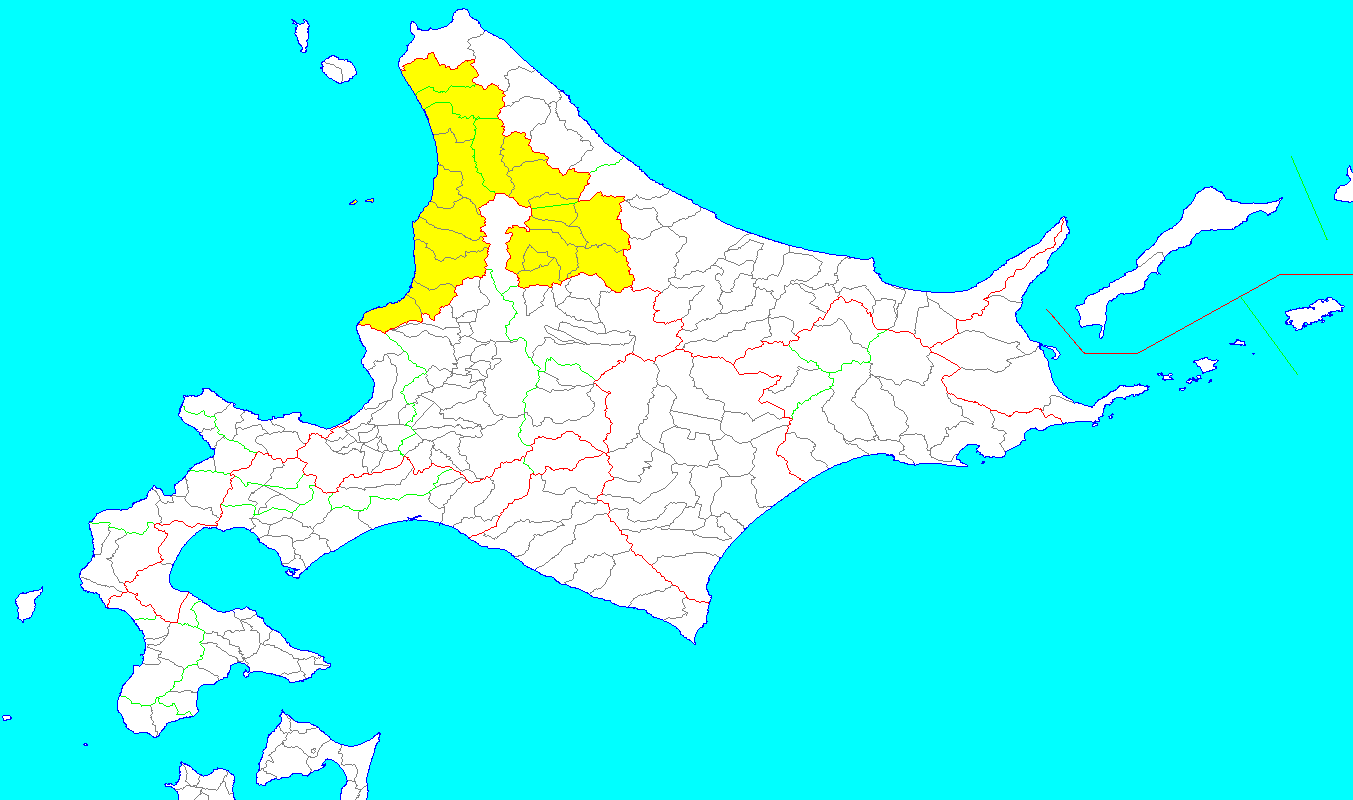
天塩国の範囲（1869年8月15日）

天塩国（てしおのくに、古い文書では「天鹽國」）は、大宝律令の国郡里制を踏襲し戊辰戦争（箱館戦争）終結直後に制定された日本の地方区分の国の一つである。五畿八道のうち北海道に含まれた。道北に位置し、現在の留萌振興局管内の全域と、上川総合振興局管内の塩狩峠以北（幌加内町は含まない）および宗谷総合振興局管内の豊富町と幌延町、さらに稚内市の最南端の一部にあたる。

## 領域
1869年（明治2年）の制定時の領域は、現在の北海道の留萌振興局管内に下記を加えた区域に相当する。
- 稚内市の一部（声問村曙・声問村天興）
- 天塩郡豊富町・幌延町
- 中川郡中川町・音威子府村・美深町
- 名寄市
- 士別市
- 上川郡下川町・剣淵町・和寒町

## 沿革
※ここには天塩国が制定されるまでの歴史も記述する。
鎌倉時代ごろになると、仏教の布教のため僧もさかんに北海道に訪れたと言われている。特に北海道の日本海側は太平洋岸・道東と比較すると和人の進出が早く、布教のため樺太に渡った日持上人も日本海側を北上したと見られている。また、鎌倉時代以降、北海道の日本海側や樺太には唐子と呼ばれる蝦夷（えぞ）の一群がおり、これを蝦夷沙汰職・蝦夷管領（室町時代以降の役職名は蝦夷管領）安東氏が統括していた（『諏訪大明神絵詞』）。
江戸時代には、天塩国域でも松前藩によって開かれた場所と呼ばれる知行地で松前藩家臣と蝦夷との交易が行われた。交易の中心地と藩の出先機関を兼ねる運上屋で行われた撫育政策（オムシャ）では、乙名・小使・土産取など役蝦夷の任命や扶持米の支給（介抱）、掟書の伝達などが行われた。アイヌの人々は百姓身分に属した。場所に関する制度の詳細は商場（場所）知行制および場所請負制の項を、漁場の状況については北海道におけるニシン漁史を参照のこと。天塩国域に開かれた場所と後に置かれた郡の対応は下記のとおり。
- マシケ場所・・・後の増毛郡
- ルルモッペ場所・・・後の留萌郡
- トママイ場所・・・後の苫前郡
- テシホ場所（テウレ，ヤンケシリ）・・・後の苫前郡（天売島、焼尻島）
- テシホ場所・・・後の天塩郡、中川郡、上川郡

江戸時代初期の正保元年（1644年）、「正保御国絵図」が作成され、この中に天塩国域も記された。寛文9年6月、日高国域を中心に起こった和人と蝦夷（アイヌ）の戦いシャクシャインの蜂起の際、天塩国域内でもマシケ周辺で和人が殺された。元禄13年（1700年）、幕命により松前藩は樺太・千島や勘察加（カムチャツカ）を含む蝦夷全図と松前島郷帳を作成し、正徳5年（1715年）には幕府に対し「十州島、唐太、チュプカ諸島、勘察加」は自藩領と報告。
この時代の陸上交通は、文化5年（1808年）、留萌支配人山田屋文右衛門によって留萌からニセバルマ、エタイベツを経て石狩川流域のシラリカ(石狩国の樺戸郡と雨竜郡の境界の川)に出る約25里（98.2 km）の雨竜越が開削された。また、北に隣接する北見国宗谷郡方面へは沿岸部を陸路で通行でき、留萌場所などに馬を配置する際は北見国経由で送られていた。安政4年（1857年）（寛政8年（1796年）との資料もある）には浜益･増毛両場所請負人伊達林右衛門が自費を投じ、南の石狩国浜益郡から増毛に至る9里（35.3 km）余の増毛山道が開削されている。この他、増毛山道よりも海側に開削年不詳であるが石狩国浜益郡の千代志別と雄冬を結ぶ雄冬山道も存在した。雄冬山道は岩老まで海岸を進み、そこから山に入って増毛山道に合流する。また天塩国内の河川には藩政時代から廃使置県までの間6箇所の渡船場数があり渡し船なども運行されていた。海上交通は、北前船が留萌などに寄港していた。
江戸時代後期には天塩国域は西蝦夷地に属した。享和3年（1803年）幕吏間宮林蔵が沿岸部の測量を行い、後に大日本沿海輿地全図も作成された。文化4年南下政策を強力に進めるロシア帝国の脅威に備え、公議御料（幕府直轄領）となった西蝦夷地（唐子エゾ居住地である北海道日本海岸・オホーツク海岸・樺太）では、松前奉行の治世下アイヌの宗門人別改帳（戸籍）も作成されるようになり（江戸時代の日本の人口統計も参照）、津軽藩が増毛勤番越冬陣屋を築き警固を行った。文政4年には一旦松前藩領に復したものの、安政2年（1855年）再び公議御料となり、マシケには秋田藩が元陣屋を構え、留萌郡以北は庄内藩が留萌・苫前・天塩に出張陣屋を築き、警固を行った。安政6年（1859年）の6藩分領以降、増毛郡（マシケ）は秋田藩領、留萌郡北は庄内藩領となっていた。慶応4年4月12日、箱館裁判所（閏4月24日に箱館府と改称）の管轄となった。
- 明治2年（1869年）
  - 旧暦7月24日に開拓使領となったが、8月から全域が山口藩（増毛･留萌の2郡）と水戸藩（苫前･天塩･中川･上川の4郡）によって分領支配される。
  - 旧暦8月15日（9月20日）に天塩国6郡が制定され、46村が属した。
  - 10月 廃止を検討されていた場所請負制が漁場持と名称を変更。
- 明治4年（1871年）
  - 旧暦7月14日（8月29日）、廃藩置県。
  - 旧暦8月20日（10月4日）、北海道の分領支配の廃止。全域が開拓使の管轄となる。
- 明治5年（1872年）
  - 壬申戸籍が編製される。
  - 旧暦4月9日（5月15日）、全国一律に戸長・副戸長を設置。
  - 旧暦10月10日（11月10日）、大区小区制施行。
  - 旧暦12月2日（1872年12月31日）、天保暦からグレゴリオ暦に改暦。
- 明治6年（1873年）2月25日、開拓使宗谷支庁が留萌に移転して「開拓使留萌支庁」と改称。
- 明治8年（1875年）3月12日に開拓使留萌支庁廃止。管区は本庁の管轄となった。
- 明治9年 (1876年)9月 漁場持の廃止。
- 明治12年（1879年）7月23日、郡区町村編制法（明治11年7月22日太政官布告第17号）施行。
- 明治15年（1882年）2月8日、廃使置県にともない札幌県の所管となる。
- 明治31年（1898年）1月、天塩国で徴兵制度が施行された。

## 国内の施設

### 寺院
寺院は、安政年間以降に増毛郡の潤澄寺が創立されたほか、秋田藩が藩士や住民の死者を弔うため普伝寺を建立している。また、万延元年には苫前郡に金宝院、慶応年間になると増毛郡の龍淵寺や苫前郡の豊国寺が創立されている。

### 神社
神社は宝永年間に創建された増毛郡の厳島神社、天明6年創建の留萌神社と苫前神社、文化元年に創建された天塩郡の厳島神社、文政年間に創建された苫前郡の稲荷神社などがある。
- 増毛郡 厳島神社（増毛郡増毛町）
- 留萌郡 留萌神社（留萌市）
- 苫前郡 苫前神社（苫前郡苫前町）
- 苫前郡 稲荷神社（苫前郡初山別村）
- 天塩郡 厳島神社（天塩郡天塩町）
- 中川郡 美深神社（中川郡美深町）
- 上川郡 名寄神社（名寄市）

このうち留萌神社の旧社格は県社である。

## 地域

### 郡
天塩国は以下の6郡で構成された。
- 増毛郡
- 留萌郡
- 苫前郡
- 天塩郡
- 中川郡
- 上川郡

### 江戸時代の藩
- 松前藩領、松前氏（1万石各→3万石各）1599年 - 1807年・1821年 - 1855年（天塩国全域）
- 秋田藩増毛元陣屋、1859年 - 1867年（増毛場所）
- 庄内藩留萌・苫前・天塩の3陣屋、1859年 - 1868年（留萌場所、苫前場所、天塩場所）

分領支配時の藩
- 山口藩領、1869年 - 1871年（増毛郡、留萌郡）
- 水戸藩領、1869年 - 1871年（苫前郡、天塩郡、中川郡、上川郡）

### 人口
明治5年（1872年）の調査では、人口1576人を数えた。

## 天塩国の合戦
- 1669年：シャクシャインの戦い